# John W. Thompson
John Wendell Thompson (n. 24 aprilie 1949, Fort Dix⁠(d), New Hanover Township⁠(d), New Jersey, SUA) este președintele Microsoft. El este fostul CEO al Virtual Instruments, vicepreședinte la IBM și fostul director executiv al Symantec. Thompson a devenit mai târziu un director independent în consiliul Microsoft, iar pe 4 februarie 2014 a fost numit președinte al consiliului. El a condus căutarea următorului CEO al Microsoft; ca rezultat, a fost selectat Satya Nadella

## Legături externe
- John W. Thompson-Chairman-Microsoft
- Stanford eCorner: John Thompson